# Associazione protezione italiani
L'Associazione protezione italiani (API) fu un'organizzazione terroristica italiana di ispirazione neofascista attiva in Alto Adige dopo l'approvazione del Pacchetto per l'Alto Adige, da loro considerato svantaggioso per la popolazione di lingua italiana, a cavallo degli anni 1970 e anni 1980.

## Ideali ed attentati
L'Associazione Protezione Italiani nacque sulle ceneri delle varie organizzazioni nazionaliste italiane che volevano l'Alto Adige unito all'Italia, l'obbiettivo era la tutela dei cittadini italiani dell'Alto Adige contro le azioni violente dei separatisti sudtirolesi, ed andavano dai repubblicani italiani, che erano antifascisti e facevano parte del governo italiano del periodo di centro sinistra, fino ai membri della Giovane Italia di orientamento neofascista e nazionalista. Queste organizzazioni iniziarono la risposta armata nella notte del 23 settembre 1963 per compiere attentati nella capitale austriaca, dove devastarono con delle cariche esplosive il monumento dell'Armata Rossa, e nella cittadina di Ebensee dove misero svariati ordigni esplosivi alle saline cittadine, alla funivia del Feuerkogel e al "Monumento dei leoni" ("Löwendenkmal"), il monumento della cittadina austriaca dedicato al Impero Austro-Ungarico, che veniva visto come il simbolo del nazionalismo austriaco. L'azione armata ebbe successo poiché i nazionalisti italiani che usarono la sigla della Giovane Italia, riuscirono a distruggere tutti i monumenti, provocando però la morte di un gendarme austriaco, ed il ferimento di quattro persone, a cui seguì un comunicato in cui i membri della Giovane Italia dichiararono che se ci fossero stati altri attentati in Italia avrebbero risposto con estrema violenza con azioni armate non solo in Alto Adige, ma anche nei territori austriaci. Dopo alcuni anni di tranquillità nel 1978 ripresero gli attentati in Alto Adige sia da parte dei separatisti tirolesi, a cui seguì la riposta dei nazionalisti-repubblicani italiani, poiché l'Associazione Protezioni Italiani insieme alla Brigata Italiana Cesare Battisti, volevano difendere gli interessi dei cittadini italiani in Alto Adige. Nei suoi volantini di rivendicazione l'API accusava la Südtiroler Volkspartei, partito che deteneva all'epoca la maggioranza assoluta in Alto Adige, nonché l'inerzia della classe politica italiana che si sarebbe a loro avviso disinteressata di quanto realmente stava accadendo in Alto Adige. L'API chiedeva che i posti di lavoro nella provincia di Bolzano non venissero più distribuiti secondo il sistema della proporzionale etnica (rilevata in occasione del censimento) bensì secondo le reali esigenze della popolazione. L'API rivendicò insieme al MIA la paternità degli attentati ai danni di alcuni impianti funiviari altoatesini nel dicembre del 1979, mentre rivendicò come esecutrice diretta l'attentato contro la casa del sindaco di Egna e contro l'albero di proprietà del medesimo accusato di essere un separatista tirolese finanziatore dei terroristi tirolesi, e di fare razzismo contro i cittadini italiani dell'Alto Adige, mentre nell'estate del 1980 fece alcuni attentati ed azioni di sabotaggio contro gli stessi impianti turistici già colpiti dagli attentati dell'8 dicembre del 1979, che secondo le tesi dell'Associazione sono gestiti da dei separatisti tedeschi dell'Alto Adige che sfruttano e discriminano gli italiani, e nei pressi delle zone colpite lasciarono dei volantini contro il censimento dell'autunno del 1981 che secondo le tesi dell'Associazione avrebbe creato razzismo contro gli italiani nella zona di Bolzano, poi sempre nell'autunno inverno del 1980 l'Associazione Protezione Italiani colpisce nuovamente gli impianti sciistici gestiti dai tedeschi dell'Alto Adige, dove fanno nuove minacce contro il razzismo subito dagli italiani altoatesini e contro il censimento che avrebbe penalizzato gli italiani dell'Alto Adige. Nel 1981 poi l'Associazione Protezione Italiani realizza il maggior numero di attentati della sua storia guerrigliera, poiché fa esplodere alcuni ordigni che prima danneggiano seriamente la ferrovia che collega Bressanone e Bolzano, e poi deforma la ferrovia che unisce il comune di Terlano alla città di Bolzano, compiendo questi due attentati tra il 24 gennaio ed il 14 febbraio in cui congiuntamente al MIA, lascia dei volantini in cui denuncia la discriminazione degli italiani dell'Alto Adige e di come il censimento crei problemi ai ceti popolari di entrambi gli schieramenti, soprattutto alla popolazione italiana; nell'estate dello stesso anno l'API mise a segno diversi attentati nella provincia di Bolzano, in cui oltre a danneggiare i monumenti tirolesi, i terroristi dell'API presero di mira la villa del presidente della Südtiroler Volkspartei, Silvius Magnago, il palazzo della Provincia, la sede della Democrazia Cristiana e quella del commissariato di governo, senza provocare vittime, ma con minacce al generale dei Carabinieri Carlo Alberto dalla Chiesa, che indagava sul terrorismo in quel periodo storico. A ridosso del censimento del 1981, tra il venticinque settembre ed il ventotto ottobre del 1981 in cui l'API avvelena con estere fosforico, un anticrittogamico, nei frutteti della Bassa Atesina tra Bolzano e Merano, ma per evitare vittime tra la popolazione civile, le mele avvelenate che presentavano un alone scuro, vennero indicate dagli attentatori dell'API con un contrassegno riproducente un'aquila come quella dell'Impero Romano, dove vennero lasciati dei volantini nei pressi dei frutteti in cui si accusavano le istituzioni di creare problemi maggiori con il censimento, e di come ci fossero casi di razzismo nelle assunzioni tra i lavoratori nei frutteti dell'Alto Adige, non assumendo lavoratori italiani a vantaggio dei tirolesi.
Dopo questi ultimi attentati l'Associazione Protezione Italiani rimase inattiva.

## Differenze tra l'API ed il MIA
L'Associazione di Protezione Italiani fece attentati insieme al Movimento Italiano Alto Adige contro i separatisti tirolesi, con delle differenze ideologiche ed obiettivi diseguali, poiché mentre il Movimento Italiano Alto Adige chiedeva l'espulsione dei separatisti tirolesi dall'Alto Adige, l'Associazione Protezione Italiani voleva invece una maggiore tutela dei cittadini italiani nei territori altoatesini, giudicando discriminatorio il pacchetto che era stato creato nel 1972, poiché inseriva nei posti di lavoro statali i tirolesi di lingua tedesca ed al tempo stesso discriminava gli italiani che erano rimasti fuori le istituzioni pubbliche, ed al tempo stesso l'Associazione Protezione Italiani chiedeva maggiori aiuti sociali economici per la popolazione italiana che componeva la classe operaia del territorio, a differenza del Movimento Italiano Alto Adige che difendeva anche la borghesia italiana dell'Alto Adige.

## Rivendicazioni
(Associazione protezione italiani)